# Аристид Атински
Свети Аристид Атински или Аристид филозоф је ранохришћански светитељ и апологета из II века.
Аристид се сматра првим хришћанским апологетом и утемељивачем апологије. Своју апологију хришћанства предао је цару Хадријану око 124. године, када је он био у посети Атини. Аристидова апологија је дуго времена сматрана изгубљеном, све до 1889. године када су је открили енглески научници Р. Харрис и А. Робинсон и то на два језика: сиријском и грчком.
Због културног и историјског значаја Аристидова Апологетика је у касном средњем веку био један од најчитанијих и најцитиранијих текстова.
Православна црква помиње светог Аристида 13. септембра по јулијанском календару.